# Аустроциліндропунція
Аустроциліндропунція (Austrocylindropuntia) — рід сукулентних рослин з родини кактусових.

## Етимологія

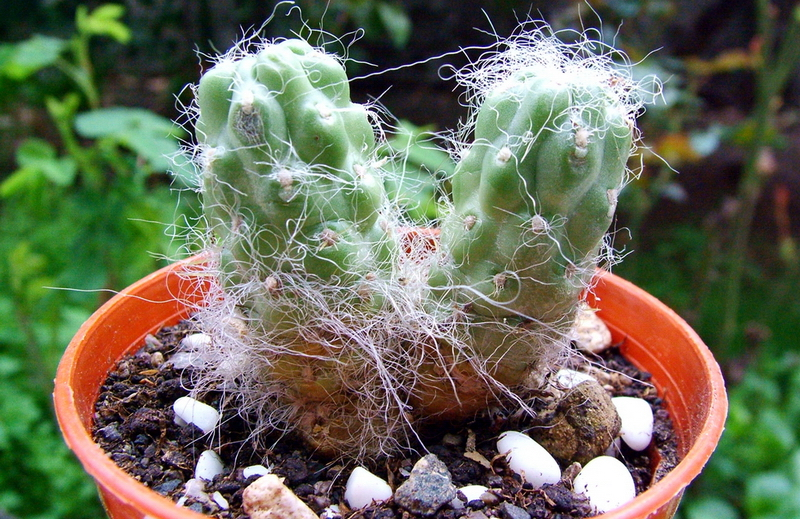
Austrocylindropuntia floccosa

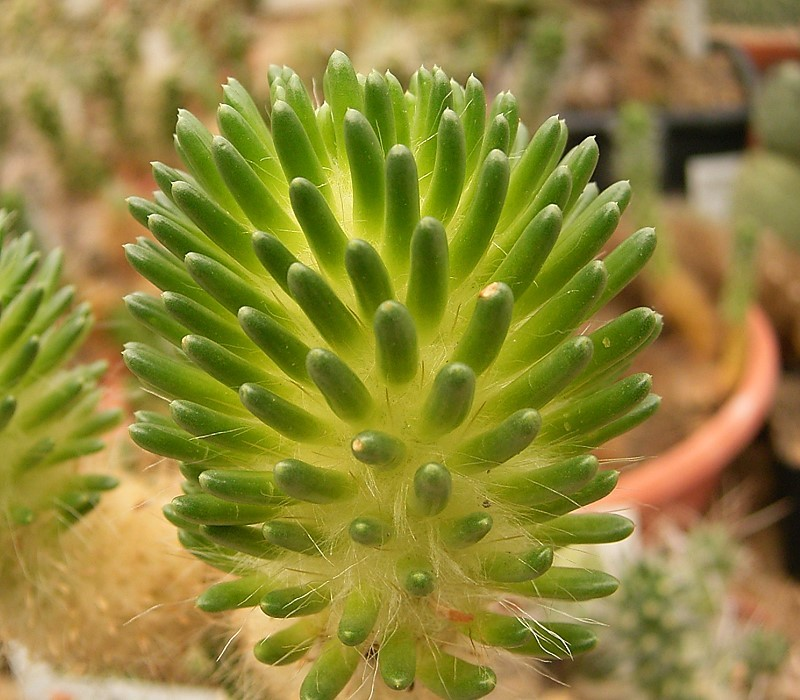
Austrocylindropuntia lagopus

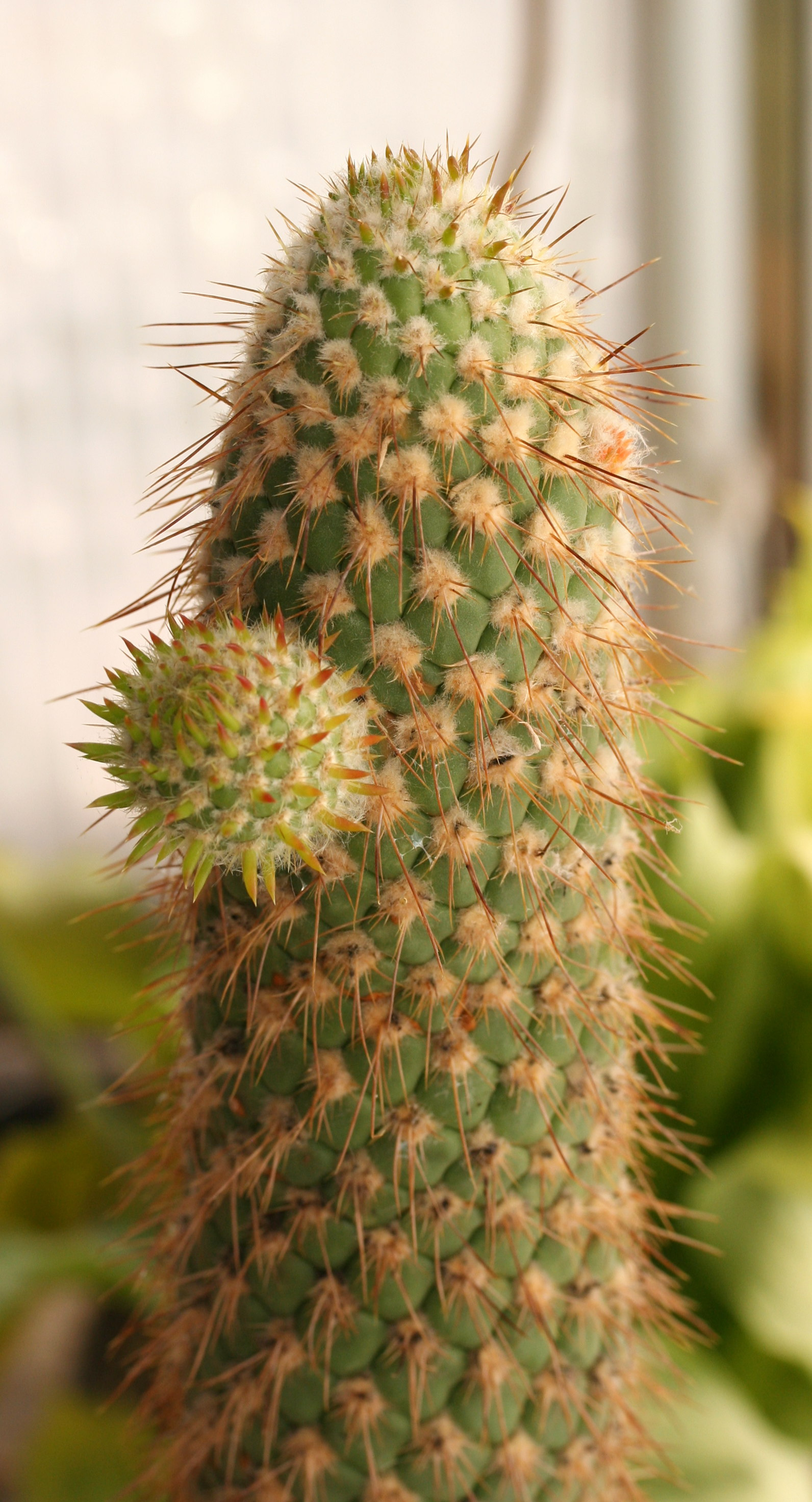
Austrocylindropuntia pachypus

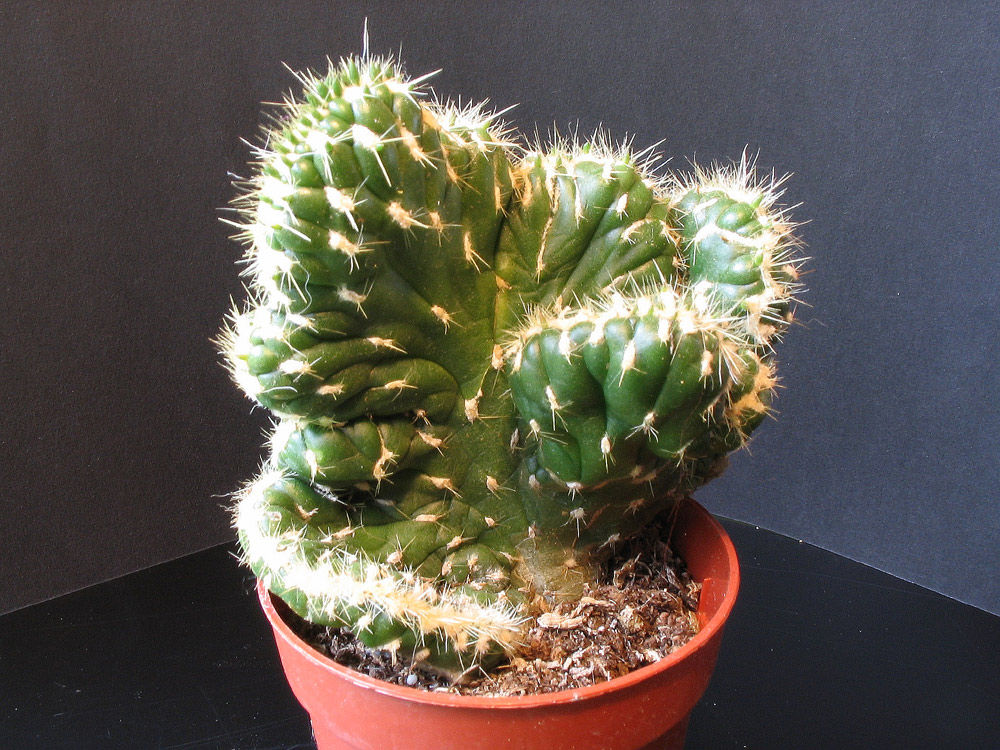
Кристатна форма Austrocylindropuntia cylindrica

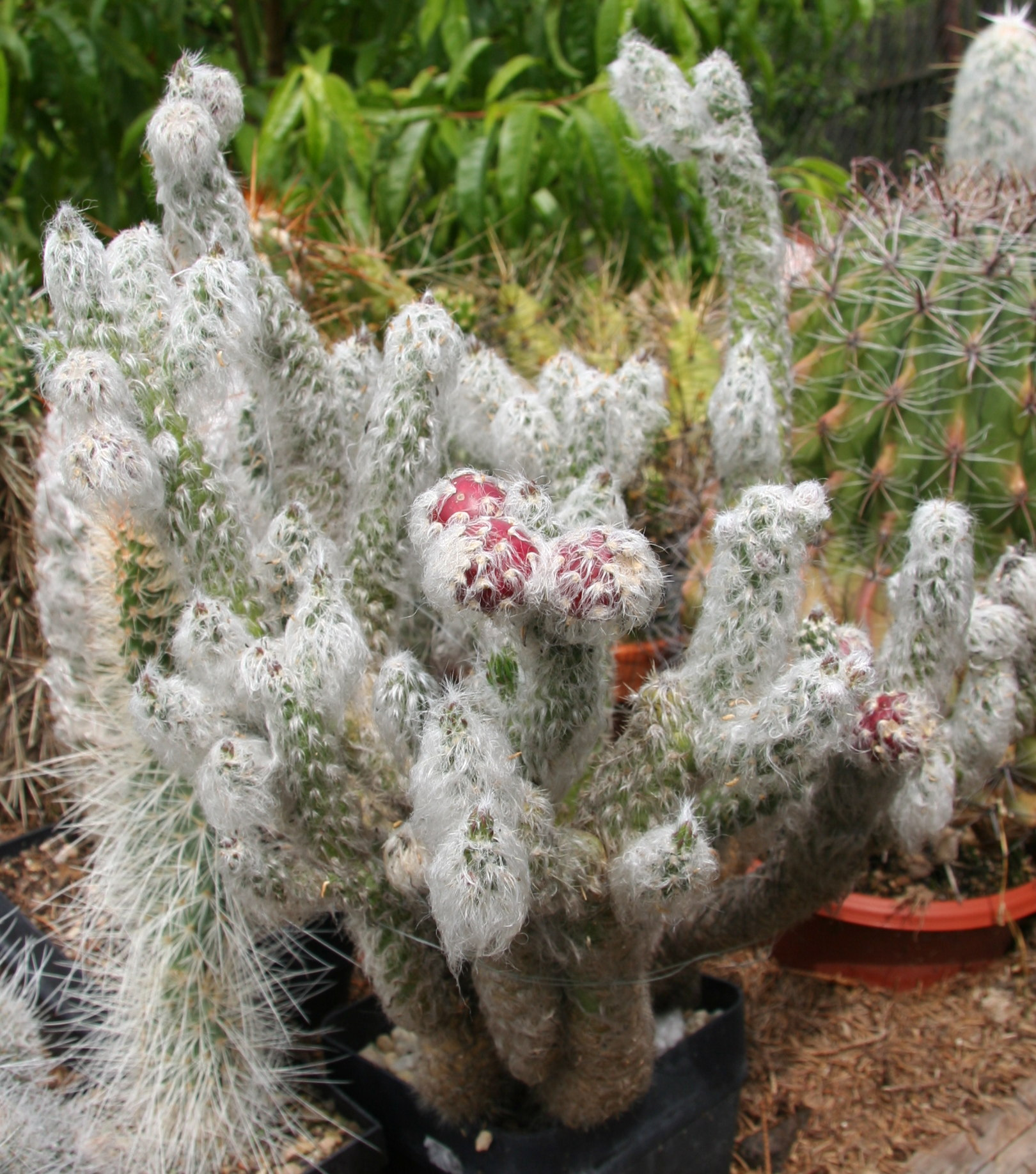
Austrocylindropuntia vestita з плодами

Назва походить від лат. auster — південний, грец. κύλινδρος (cylindros) — циліндр, валик і «opuntia» — від грецького міста Опунта, через який ці рослини (опунції) ввозилися до Європи.

## Розповсюдження та екологія
Аустроціліндропунція родом з Південної Америки (Аргентина, Болівія, Еквадор, Перу), де виростає в горах і напівпустелях на висоті від 1 000 до 3 500 м над рівнем моря.

## Історія систематики
Аустроциліндропунція — один з декількох родів, що були виділені з великого роду опунція (Opuntia). У 1938 році Austrocylindropuntia був описаний Куртом Баккеберґом (нім. Kurt Backeberg) як самостійний рід, проте і тепер багато таксономістів роблять спроби віднести його як підрід до роду Opuntia. Баккеберґ включив до роду Аустроциліндропунція 20 видів катусів. За Андерсоном до роду входять 11 видів.

## Загальна біоморфологічна характеристика
Стебла м'які, безреберні, в більшості деревоподібні, 0,1-6 м заввишки і 1,5-10 см в діаметрі в залежності від виду, з великим числом бічних пагонів. На молодому прирості з ареол з'являються рудиментарні м'ясисті і гострі листочки 2-10 см завдовжки, які з часом опадають, а на їх місці утворюються дуже гострі прямі колючки до 7 см завдовжки. У цьому випадку тканина, що розрослася в пазухах листків має форму своєрідних плоских горбків, що носять назву «подарій». Така будова характерна для аустроциліндропунцій, циліндропунцій і опунций. Квітки жовті, помаранчеві, рожеві, крайові, колесоподібні, до 7 см завдовжки і 1,5-4 см в діаметрі, рідко з'являються в оранжерейних умовах. Плоди зеленувато-жовті, 1,5-10 см завдовжки. Відрізняється від північноамериканського роду Циліндропунція (Cylindropuntia) відсутністю чохоликів на кінцях колючок.

## Охорона у природі
8 видів роду Аустроциліндропунція входять до Червоного списку Міжнародного Союзу Охорони Природи:
- Austrocylindropuntia cylindrica, статус — близький до загрозливого
- Austrocylindropuntia floccosa, статус — найменший ризик
- Austrocylindropuntia lagopus, статус — уразливий
- Austrocylindropuntia pachypus, статус — близький до загрозливого
- Austrocylindropuntia shaferi, статус — найменший ризик
- Austrocylindropuntia subulata, статус — найменший ризик
- Austrocylindropuntia verschaffeltii, статус — найменший ризик
- Austrocylindropuntia vestita, статус — найменший ризик

## Утримання в культурі
Популярні і невибагливі в культурі закритих приміщень рослини. Для утворення красивих, добре розвинених пагонів їм необхідно багато сонячного світла, свіже повітря і регулярний полив в літній період. Зимівля при температурі 8-12 °С, майже суха. Склад землесуміші: листовий перегній — 40%, дернова земля — 30%, пісок і гравій — 30%. Легко розмножуються насінням і живцями. Багато видів використовуються як підщепи для кристатних форм опунцій і деяких видів тефрокактусів. У аустроціліндропунцій колекціонерами цінується її кристатна форма, що виникає, швидше за все, через уповільнення росту рослини. Використовується як одиночна рослина, так і в композиціях.